# SN 1983E
SN 1983E – supernowa typu II-L odkryta 14 marca 1983 roku w galaktyce NGC 3044. Jej maksymalna jasność wynosiła 14,90m.